# Parawixia chubut
Parawixia chubut là một loài nhện trong họ Araneidae.
Loài này thuộc chi Parawixia. Parawixia chubut được Herbert Walter Levi miêu tả năm 2001.